# 20035 Lauriroche
20035 Lauriroche è un asteroide della fascia principale. Scoperto nel 1992, presenta un'orbita caratterizzata da un semiasse maggiore pari a 2,325089 UA e da un'eccentricità di 0,073237, inclinata di 6,647240° rispetto all'eclittica. Ha un diametro di 2,682 km e un periodo di rotazione di 2,58 ore.